# Dust in the Wind
〈Dust in the Wind〉는 미국의 프로그레시브 록 밴드 캔자스가 녹음하고 밴드 멤버 케리 리브그렌이 작사, 작곡한 곡으로 1977년 그들의 음반 《Point of Know Return》에서 처음 발매되었다.
이 곡은 1978년 4월 22일 주 빌보드 핫 100에서 6위로 정점을 찍으며 캔자스의 유일한 싱글로 미국 톱 10에 올랐다. 45RPM 싱글은 히트 싱글로 인기가 최고조에 달한 직후 미국 음반 산업 협회로부터 백만 장 판매로 골드 인증을 받았다. 25년 후, 미국 음반 산업 협회는 2008년 9월 17일 캔자스의 유일한 싱글인 이 곡의 디지털 다운로드 형식을 골드에게 인증하였다.

## 각색
사라 브라이트만은 1998년 팝페라 가수의 레퍼토리에서 시대착오적인 아이템으로 일부 비평가들에 의해 인용된 그녀의 음반 발매에서 〈Dust in the Wind〉를 녹음했고, 이 곡은 《Eden》의 프로듀서인 브라이트만의 당시 개인 파트너였던 프랭크 피터슨의 제안으로 녹음되었다.
8888 항쟁 당시 버마의 작곡가인 나잉 미얀마는 영어로 〈Won’t Be Satisfied till the End of the World〉로 번역된 〈Kabar Makyay Bu〉(ကမ္ဘာမကျေဘူး)를 민중가요로 썼다. 〈Dust in the Wind〉의 곡조를 배경으로 한 이 곡은 자유를 향한 감정적인 호소로서 전국적으로 빠르게 인기를 얻었다. 이 노래는 녹음되어 카세트 테이프에 배포되었고, 결국 8888 항쟁의 국가가 되었다. 2021년 미얀마 쿠데타의 여파로 우리나라 초기 시민불복종운동이 이 노래를 다시 활성화시켜 시위와 시민불복종 행위 때 이 노래를 공연했다.